# البرتون، گاوتنگ
البرتون، گاوتنگ (به لاتین: Alberton, Gauteng) یک شهرک در آفریقای جنوبی است که در گائوتنگ واقع شده‌است.

## خصوصیات
البرتون ۱٬۵۷۰ متر بالاتر از سطح دریا واقع شده‌است.